# Masahiro Hasemi
Masahiro Hasemi (長谷見昌弘?, Hasemi Masahiro; Tokyo, 13 novembre 1945) è un ex pilota automobilistico giapponese.

## Biografia
Ha corso in Formula 1 una sola gara: Gran Premio del Giappone 1976. Al volante di una vettura anch'essa nipponica, la Kojima, Hasemi partì in decima posizione e terminò undicesimo a sette giri dal vincitore Mario Andretti. In questa corsa, per un errore di misurazione, inizialmente gli venne attribuito il  giro più veloce; qualche giorno dopo, l'errore venne riconosciuto e il giro più veloce venne correttamente attribuito a Jacques Laffite. La correzione ebbe però poca risonanza all'estero, tant'è che persino il sito ufficiale della Formula 1 inizialmente ha riportato l'attribuzione errata.
Abbandonata la Formula 1 continuò nelle formule minori giapponesi. Il suo anno d'oro fu il 1980 ove si aggiudicò la Formula 2 giapponese, il campionato giapponese Turismo e la Formula Pacific. Nel 1991 fu vittima di un terribile incidente nel corso della 500 Miglia del Fuji: la ruota anteriore sinistra della sua Nissan R91CP si forò a più di 300 km/h, facendo volare la vettura per metà rettilineo e finendo nella via di fuga. Il pilota fortunatamente ne uscì illeso. Nel 1992 si aggiudicò la 24 Ore di Daytona sempre al volante di una Nissan. Abbandonò le corse solo nel 2000.

## Risultati in F1
| 1976 | Scuderia           | Vettura |  |  |  |  |  |  |  |  |  |  |  |  |  |  |  |    | Punti | Pos. |
| ---- | ------------------ | ------- |  |  |  |  |  |  |  |  |  |  |  |  |  |  |  | -- | ----- | ---- |
| 1976 | Kojima Engineering | KE007   |  |  |  |  |  |  |  |  |  |  |  |  |  |  |  | 11 | 0     |      |

| Legenda | 1º posto     | 2º posto | 3º posto    | A punti         | Senza punti/Non class.  | Grassetto – Pole position Corsivo – Giro più veloce |
| Legenda | Squalificato | Ritirato | Non partito | Non qualificato | Solo prove/Terzo pilota | Grassetto – Pole position Corsivo – Giro più veloce |